# Антонио Хосе де Сукре
Антонио Хосе де Сукре и Алкала (на испански: Antonio José de Sucre y Alcalá), познат като „Големият маршал от Аякучо“ (на английски: Gran Mariscal de Ayacucho) e роден на 3 февруари 1795 година в град Kумана, щата Сукре, Венецуела. Той е латиноамерикански герой и революционер, офицер и политик.
През 1805 г. Сукре воюва за независимостта на Венецуела и Колумбия. През 1820 г. е назначен за началник-щаба на лидера на борбата за независимост на колониите Симон Боливар. Сукре получава чин генерал и освобождава Велика Колумбия (Колумбия и Еквадор) от испанската армия.
В 1824 г. Боливар предава на Сукре управлението на своята армия, тогава Сукре завършва освобождението на Перу и Боливия.
След освобождението на колониите Сукре става президент на Боливия. Убит е в близост до Ла Унион, Колумбия на 4 юни 1830 г.
|  | Тази страница частично или изцяло представлява превод на страницата Antonio José de Sucre в Уикипедия на испански. Оригиналният текст, както и този превод, са защитени от Лиценза „Криейтив Комънс – Признание – Споделяне на споделеното“, а за съдържание, създадено преди юни 2009 година – от Лиценза за свободна документация на ГНУ. Прегледайте историята на редакциите на оригиналната страница, както и на преводната страница, за да видите списъка на съавторите. ВАЖНО: Този шаблон се отнася единствено до авторските права върху съдържанието на статията. Добавянето му не отменя изискването да се посочват конкретни източници на твърденията, които да бъдат благонадеждни. |